# Station Kubice
Station Kubice is een spoorwegstation in de Poolse plaats Kubice.